# Intel 8085
Intel 8085 — 8-бітний мікропроцесор, випущений компанією Intel в березні 1976 року. Являє собою вдосконалену версію процесора Intel 8080.

## Опис

Мікроархітектура I8085

Даний мікропроцесор випускався по 3-мікронній технології, це дозволило вмістити на кристал, за площею рівний кристалу Intel 8080, 6500 транзисторів. Крім цього даний процесор працював від джерела живлення з напругою +5 вольт, внаслідок чого отримав в кінці назви цифру «5» — 8085 . Тактова частота оригінального процесора i8085/i8085A/i8085AH становила 2 МГц, були так само випущені моделі з частотами 6 МГц (модель i8085A (H) −1) і 5 МГц (модель i8085A (H) −2). На кристалі нового мікропроцесора розташовувалися також генератор синхронізації, системний контролер (тобто в кристал процесора були інтегровані схеми Intel i8224 і i8228) і контролер пріоритетних переривань, що дозволяє обслуговувати переривання з 4-х додаткових входів запитів переривань. Також Intel в новий процесор додала дві нові команди для управління перериваннями.
Мікропроцесор i8085 застосовувався в мікрокомп'ютерах (ПК) і у вагах Toledo (електронне зважування та обчислення ціни товару).
Клони процесора випускалися в різних країнах. У СРСР вони випускалися Новосибірським заводом напівпровідникових приладів під позначеннями КР1821ВМ85А (пластиковий корпус) і ІМ1821ВМ85А (метало-керамічний корпус).

## Технічні характеристики
- Дата анонсу: березень 1976
- Тактова частота (МГц): 2, 5, 6
- Розрядність регістрів: 8 біт
- Розрядність шини даних: 8 біт
- Розрядність шини адреси: 16 біт
- Обсяг адресованої пам'яті: 64 Кбайт
- Кількість транзисторів: 6500
- Техпроцес (нм): 3000 (3 мкм)
- Корпус: 40-контактний керамічний або пластмасовий DIP
- Архітектура системи команд: CISC
- Кількість інструкцій: 79